# Кобинское сельское поселение (Иркутская область)
Кобинское сельское поселение — муниципальное образование со статусом сельского поселения в
Братском районе Иркутской области России. Административный центр — село Кобь.

## Население
| 2010 | 2011 | 2012 | 2013 | 2014 | 2015 | 2016 |
| ---- | ---- | ---- | ---- | ---- | ---- | ---- |
| 467  | ↘465 | ↗468 | ↘464 | ↘460 | ↗469 | ↘451 |
| 2017 |      |      |      |      |      |      |
| ↘450 |      |      |      |      |      |      |

По результатам Всероссийской переписи населения 2010 года численность населения муниципального образования составила 467 человек, в том числе 226 мужчин и 241 женщина.